# Кузовлєв Костянтин Миколайович
Костянтин Миколайович Кузовлєв (1884, Російська імперія — 5 липня 1932, місто Москва, тепер Російська Федерація) — радянський залізничник, начальник Уссурійської та Катерининської залізниць. Член ВУЦВК.

## Життєпис
Народився в селянській родині. З юнацьких років працював слюсарем залізничного депо Ртищево Саратовської губернії.
З 1903 року брав участь у підпільній революційній діяльності, зазнавав переслідувань та арештів. Восени 1904 року засланий до Сибіру.
Член РСДРП(б) з 1906 року.
Після Жовтневого перевороту працював заступником начальника Риго-Орловської залізниці, був комісаром на залізниці.
У жовтні — листопаді 1920 року — голова Тимчасового Доркпрофсожу Одеського відділу Південно-Західної залізниці.
З 1922 до 1924 року — заступник Уповноваженого Народного комісаріату шляхів сполучення СРСР на Далекому Сході.
У 1925—1928 роках — начальник Уссурійської залізниці.
У 1928—1932 роках — начальник Катерининської залізниці в місті Дніпропетровську.
До 5 липня 1932 року — заступник начальника Центрального управління тяги Народного комісаріату шляхів сполучення СРСР у Москві.
Помер у ніч з 4 на 5 липня 1932 року в Москві. Кремація відбулася 7 липня 1932 року.